# Vic-la-Gardiole
Vic-la-Gardiole település Franciaországban, Hérault megyében. Lakosainak száma 3413 fő (2022. január 1.). Vic-la-Gardiole Frontignan, Fabrègues, Gigean, Mireval és Villeneuve-lès-Maguelone községekkel határos.

## Népesség
A település népessége az elmúlt években az alábbi módon változott:
| Lakosok száma | 528  | 827  | 1607 | 2845 | 3067 | 3244 | 3261 | 3373 | 3429 | 3413 |
|               | 1968 | 1982 | 1990 | 2006 | 2013 | 2015 | 2017 | 2019 | 2020 | 2022 |